# Zedriv GC2
Zedriv GC2 – elektryczny 3-drzwiowy samochód miejski firmy Zedriv. Jest to 3-drzwiowy wariant Zedriv GC1.

## Wydajność

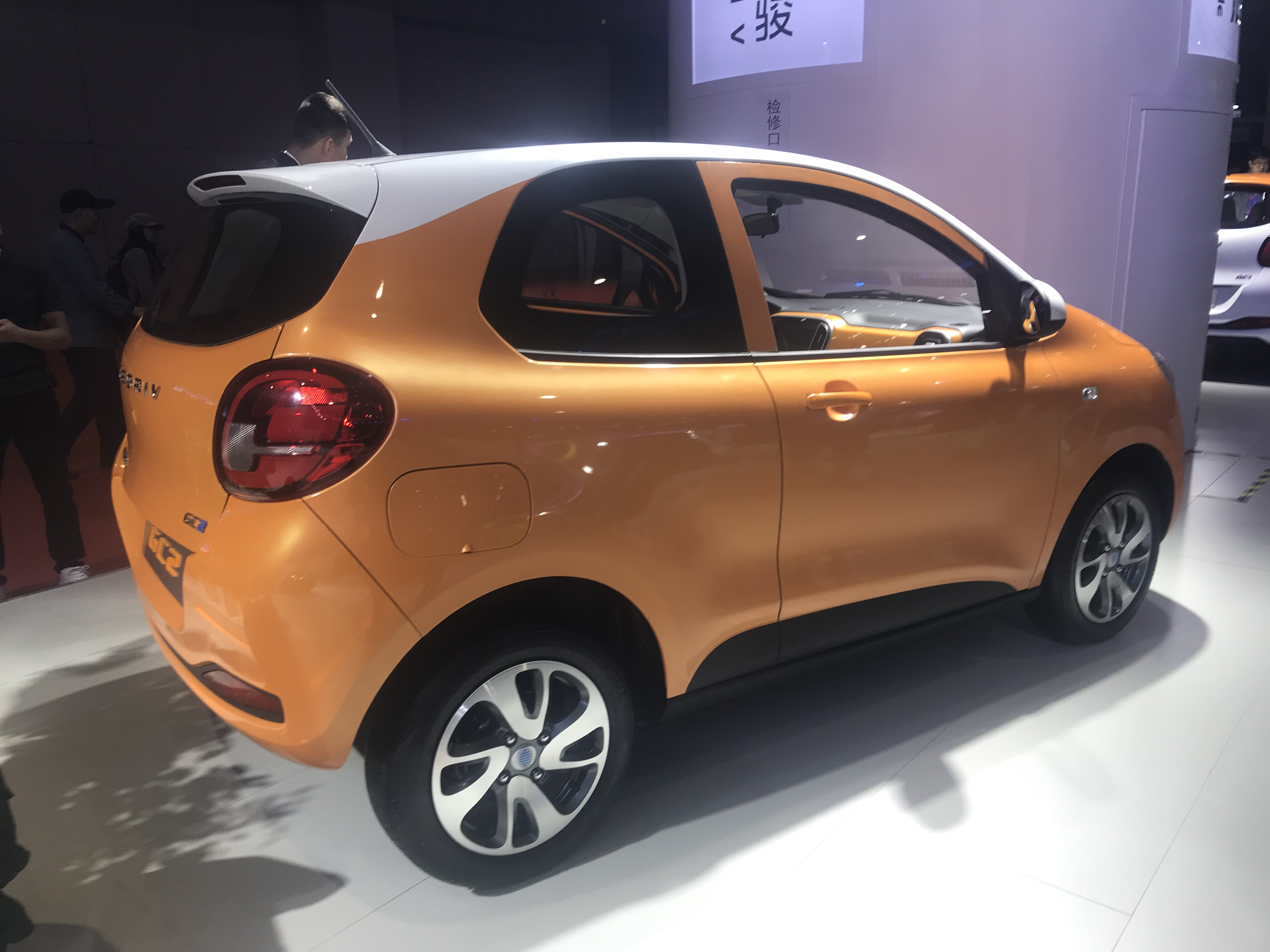

Zedriv GC2 został pokazany na targach Auto Shanghai 2019. Ma 3 drzwi i 2 siedzenia o wymiarach 3310 mm/1675 mm/1535 mm, rozstawie osi 2100 mm, prześwicie 120 mm i masie 1050 kg. Cena Zedriv GC2 wynosi od 65 800 do 81 800 jenów.

### Przegląd
GC2 ma zasięg 330 km, moc 74 KM, napęd przedni, akumulator o pojemności 36,2 kWh, prędkość maksymalną 120 km/h i przyspieszenie do 50 km/h w 4,2 sekundy.